# Cycas zeylanica
Cycas zeylanica (J.Schust.) A.Lindstr. & K.D.Hill, 2002 è una pianta appartenente alla famiglia delle Cycadaceae, endemica dell'India.

## Descrizione
È una cicade con fusto eretto, alto 2–3 m, con diametro di 13–20 cm.
Le foglie, pennate, lunghe 140–190 cm, sono disposte a corona all'apice del fusto e sono rette da un picciolo lungo 50–70 cm, spinescente; ogni foglia è composta da 35-50 paia di foglioline lanceolate, con margine intero, lunghe mediamente 20 cm, di colore verde brillante, inserite sul rachide con un angolo di 180°.
È una specie dioica con esemplari maschili che presentano microsporofilli disposti a formare strobili terminali fusiformi, lunghi 30–40 cm e larghi circa 10 cm, di colore bruno-arancio, ed esemplari femminili con macrosporofilli lunghi 17–30 cm che si trovano in gran numero nella parte sommitale del fusto, con l'aspetto di foglie pennate dai margini spinosi, che racchiudono gli ovuli, in numero di 2-4.  
I semi sono grossolanamente ovoidali, lunghi 60-70 mm, ricoperti da un tegumento di colore bruno arancio e con uno strato interno spugnoso.

## Distribuzione e habitat
Questa specie è attualmente presente solo nelle isole Andamane e Nicobare (India). In passato era presente anche in Sri Lanka, ove è ritenuta probabilmente estinta; le ultime popolazioni note della specie sono state distrutte dallo tsunami dell'oceano Indiano del 2004.
Si trova a quote basse, inferiori ai 50 metri; cresce prevalentemente nelle foreste costiere, su terreni sabbiosi.

## Conservazione
Per la ristrettezza del suo areale e la progressiva riduzione del suo habitat, la IUCN Red List classifica C. zeylanica come specie vulnerabile.